# Nannoniscus caspius
Nannoniscus caspius is een pissebed uit de familie Nannoniscidae. De wetenschappelijke naam van de soort is voor het eerst geldig gepubliceerd in 1897 door G. O. Sars.